# Trần Thị Tiền
Trần Thị Tiền (chữ Hán: 陳氏錢; ? – ?), còn có tên húy khác là Thư, phong hiệu Cửu giai Tài nhân (九階才人), là một thứ phi của vua Minh Mạng nhà Nguyễn trong lịch sử Việt Nam.
Không rõ năm sinh, năm mất cùng với lai lịch của bà Tiền, cũng như năm bà vào hầu vua Minh Mạng. Cũng không rõ mộ phần của bà nằm ở đâu.

## Hậu duệ
Bà Tài nhân Trần Thị Tiền sinh cho vua Minh Mạng được 3 người con, gồm 2 hoàng tử và 1 hoàng nữ, song đều chết yểu:
- Nguyễn Phúc Miên Tuyên (? – ?), hoàng tử thứ 21.
- Nguyễn Phúc Gia Trang (3 tháng 4 năm 1831 – 19 tháng 11 năm 1847), hoàng nữ thứ 37[2][3].
- Nguyễn Phúc Miên Trụ (25 tháng 3 năm 1833 – 12 tháng 9 năm 1841), hoàng tử thứ 62, mất sớm, táng tại Bình An (Hương Thủy, Thừa Thiên - Huế)[4].